# Murchison Shire
Koordinaten: 26° 53′ S, 115° 57′ O

Das Shire of Murchison ist ein lokales Verwaltungsgebiet (LGA) im australischen Bundesstaat Western Australia. Das Gebiet ist 41.173 km² groß und hat etwa 110 Einwohner.
Murchison liegt im Westen des Staats etwa 560 Kilometer nördlich der Hauptstadt Perth. Der Sitz des Shire Councils befindet sich in der Siedlung Murchison, wo etwa 60 Einwohner leben (2016).

## Verwaltung
Der Murchison Council hat sieben Mitglieder. Die Councillor werden von den Bewohnern der zwei Wards (vier aus dem Darlot und drei aus dem Ballinyoo Ward) gewählt. Aus dem Kreis der Councillor rekrutiert sich auch der Ratsvorsitzende und Shire President.